# Cars Târnăveni
Cars Târnăveni este o companie producătoare de materiale de construcții din România.
Societatea a fost înființată în 1920, iar până în 1991 s-a numit Fabrica de Produse Cermaice Hercules.
Cars Târnăveni produce țigle ceramice, cărămizi ceramice și coșuri de teracotă pentru sobe.
Compania este controlată în proporție de 44% de omul de afaceri Gheorghe Călburean.
În aprilie 2012, compania a cerut intrarea în insolvență.
Număr de angajați în 2007: 400
Cifra de afaceri:
- 2008: 19,4 milioane lei (5,3 milioane euro)[2]
- 2007: 16,8 milioane lei[2]
- 2005: 16,9 milioane lei (4,66 milioane euro)[1]

Venit net:
- 2008: 1,5 milioane lei (0,4 milioane euro)[2]
- 2007: 1,1 milioane lei[2]
- 2005: 2,4 milioane lei (0,6 milioane euro)[2]